# Solenanthus
- Commons
- Wikispecies

Solenanthus é um gênero de plantas pertencente à família Boraginaceae.